# Un monde à portée de main
Un monde à portée de main est un roman de Maylis de Kerangal publié le 16 août 2018 aux éditions Verticales,,,,.

## Résumé
Paula Karst, jeune étudiante française en arts, décide de faire une école d'arts appliqués à Bruxelles spécialisée dans les décors et trompe-l'œil,. Au cours de cette formation, elle se lie d'une amitié durable avec deux condisciples, Jonas et Kate, et découvre toutes les techniques de représentation picturale des matières qu'elles soient minérales, végétales ou animales. S'interrogeant sur cette autre approche de la peinture, qu'elle vit de manière extrêmement sensible, Paula Karst finira – après divers projets la menant à réaliser des décors pour les studios cinématographiques romains de Cinecittà ou la restauration de peintures décoratives d'un palais de Moscou – par remonter aux sources de la représentation du monde en participant à la création de la dernière réplique de la grotte de Lascaux.

## Éditions
- Éditions Verticales, 2018  (ISBN 978-2-07-279052-2).